# Tønsberg Volley
Tønsberg Volleyballklubb est un club norvégien de volley-ball fondé en 2014 et basé à Tønsberg, évoluant pour la saison 2017-2018 en 2.divisjon Kvinner.

## Effectifs

### Saison 2016-2017
| No                         | Nom                        | Date de naissance          | Taille                         | Poids                          | Poste                          |
| -------------------------- | -------------------------- | -------------------------- | ------------------------------ | ------------------------------ | ------------------------------ |
| 1                          | Vilde C. Fosselie          | 1er janvier 1999           | 163                            |                                | Réceptionneuse-attaquante      |
| 2                          | Emma B. Bergh              | 1er janvier 1999           | 164                            |                                | Libero                         |
| 4                          | Melissa Nybakk             | 1er janvier 1999           | 172                            |                                | Passeuse                       |
| 6                          | Sofia Bjerke               | 2 juillet 1999             | 184                            | 68                             | Centrale                       |
| 8                          | Renate Bjerland            | 11 juin 1999               | 185                            | 64                             | Centrale                       |
| 9                          | Nina Pavlova               | 7 août 2000                | 182                            |                                | Attaquante                     |
| 10                         | Julie T. Lie               | 13 août 1999               | 170                            |                                | Réceptionneuse-attaquante      |
| 11                         | Guro Ottesen               | 1er janvier 1998           | 175                            |                                | Réceptionneuse-attaquante      |
| 12                         | Inger M. Hellebust         | 1er janvier 1990           | 180                            |                                | Attaquante                     |
| 13                         | Marie Vølstad              | 31 août 1999               | 184                            | 66                             | Centrale                       |
| 14                         | Emma S. Sørensen           | 1er janvier 1999           | 170                            |                                | Passeuse                       |
| 18                         | Heidi Fremme               | 1er janvier 1990           | 180                            |                                | Centrale                       |
|                            |                            |                            |                                |                                |                                |
| Encadrement technique      | Encadrement technique      |                            | Légende                        | Légende                        | Légende                        |
| Entraîneur : Odd Ekerhovd  | Entraîneur : Odd Ekerhovd  | Entraîneur : Odd Ekerhovd  | : Capitaine                    | : Capitaine                    | : Capitaine                    |
| Entraîneur(s) adjoint(s) : | Entraîneur(s) adjoint(s) : | Entraîneur(s) adjoint(s) : | : Joueuse blessée actuellement | : Joueuse blessée actuellement | : Joueuse blessée actuellement |